# Collema dichotomum
Collema dichotomum är en lavart som först beskrevs av William Withering, och fick sitt nu gällande namn av Coppins & J. R. Laundon. Collema dichotomum ingår i släktet Collema och familjen Collemataceae.   Inga underarter finns listade i Catalogue of Life.